# Wolfgang Ehlers (Politiker, 1921)
Wolfgang Ehlers (* 27. Januar 1921 in Hamburg-Osdorf (früher: Kreis Pinneberg); † 26. März 2010) war ein deutscher Politiker der NPD.
Ehlers, der evangelischen Glaubens war, besuchte nach dem Abschluss der Mittelschule das Realgymnasium und erwarb dort sein Abitur. Anschließend absolvierte er eine Offiziersausbildung auf der Potsdamer Kriegsschule. Nachdem er Soldat im Zweiten Weltkrieg gewesen war, beendete er eine landwirtschaftliche Ausbildung mit der Abschlussprüfung und bewirtschaftete ab 1953 einen Hof in Hochwöhrden. Er war Vorsitzender des Kyffhäuserbundes, Vorstandsmitglied des schleswig-holsteinischen Landesjagdverbandes und Vorsitzender einer Reitergilde. Ehlers war verheiratet und hatte drei Kinder.
Ehlers gehörte von 1967 bis 1971 für die NPD dem Schleswig-Holsteinischen Landtag an.